# 조반니 다 피안 델 카르피네

몽골 제국 칸을 접견하는 카르피니

조반니 다 피안 델 카르피네(Giovanni da Pial del Carpine, 1185년 경~1252년 8월 1일), 또는 카르피니(라틴어: Iohannes de Plano Carpini)는 중세 이탈리아 외교관, 가톨릭 대주교, 탐험가였다. 그는 몽골 제국 측에 교황 인노첸시오 4세의 친서를 전하기 위해 1245년 리옹을 떠나 1246년에 카라코룸 근교에 도착하여 귀위크 칸의 즉위식에 참가하고, 동년에 몽골을 떠나 1247년에 유럽으로 돌아왔다. 저서로는 몽골사(Ystoria Mongalorum)가 있다.